# Aphiloscia jocquei
Aphiloscia jocquei là một loài chân đều trong họ Philosciidae. Loài này được Taiti & Ferrara miêu tả khoa học năm 1984.